# Eierhouder

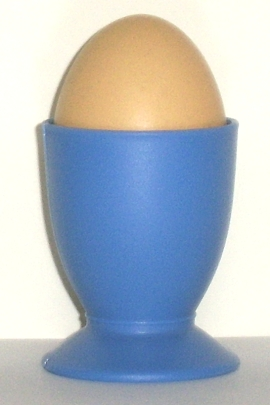
Eierbeker.

Een eierhouder, eierdop, of eierbeker is een kleine beker waarin gekookte eieren direct uit de schaal gegeten kunnen worden. Hoewel eierhouders tegenwoordig in vrijwel elk huishouden zijn terug te vinden, was het lange tijd een luxeproduct dat van verheven tafelmanieren getuigde.

## Geschiedenis
Eierhouders worden al gebruikt sinds de Oudheid, ten tijde van de Minoïsche beschaving en later het Romeinse Rijk. Op een mozaïek in Antiochië uit 40 v.Chr. is een maaltijd afgebeeld inclusief eierbekers en -lepels. In Pompeii is een zilveren eierbeker met bijbehorende lepel teruggevonden.
Nadat de eierbekers een hele tijd in de vergetelheid waren geraakt, kwamen ze in de 15e eeuw weer in gebruik in Europa, eerst vooral binnen de adellijke kringen. Sindsdien zijn ze steeds meer in gebruik geraakt en een vast onderdeel van het huishouden geworden. Sinds de uitvinding van het porselein worden eierbekers ook wel van dit materiaal gemaakt. 